# ディスク・ローディング

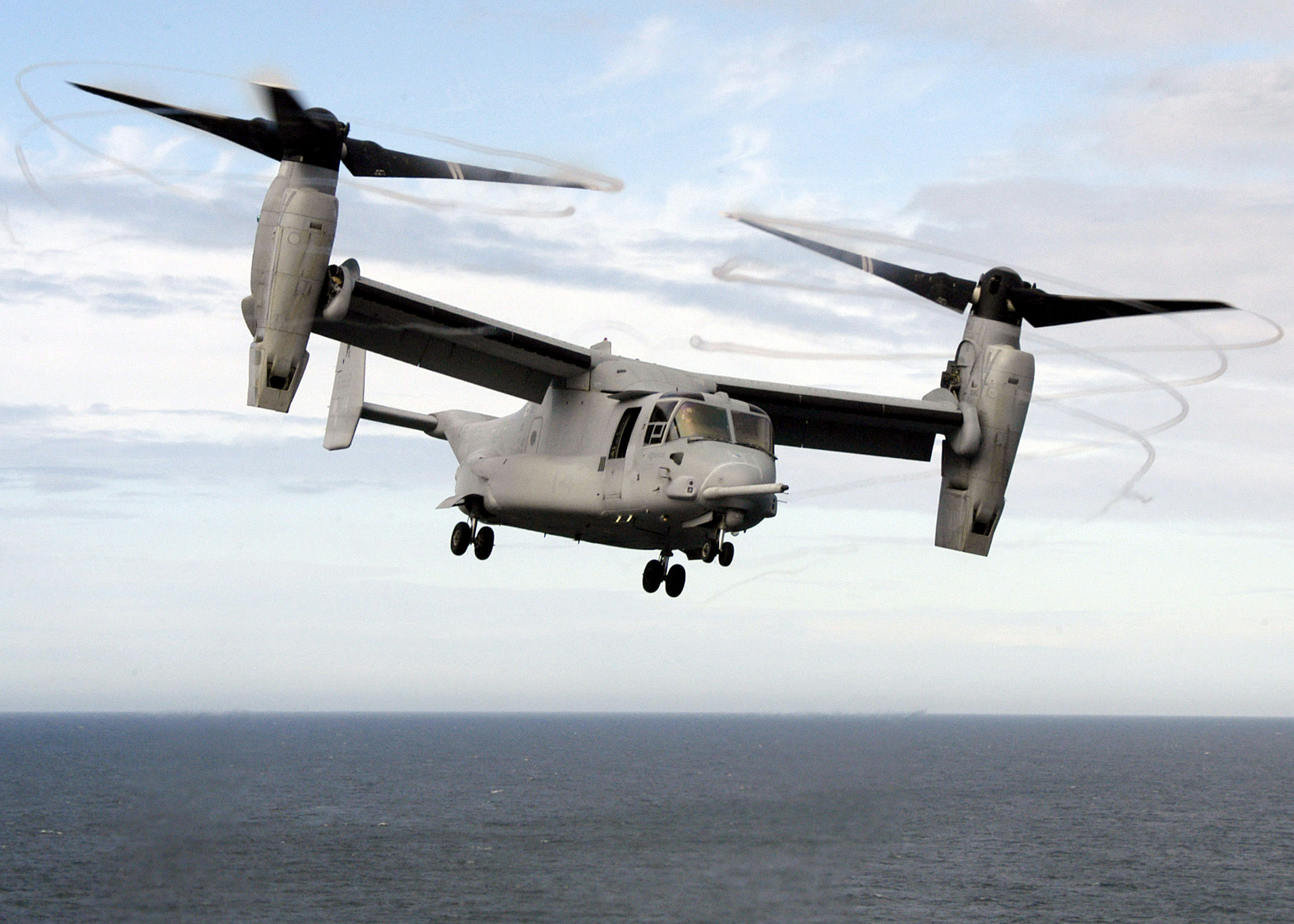
比較的ディスク・ローディングが大きいMV-22オスプレイ・ティルトローター（垂直離陸の場面を撮影したこの写真では、翼端渦の生成が海上の空気の凝縮により確認できる）

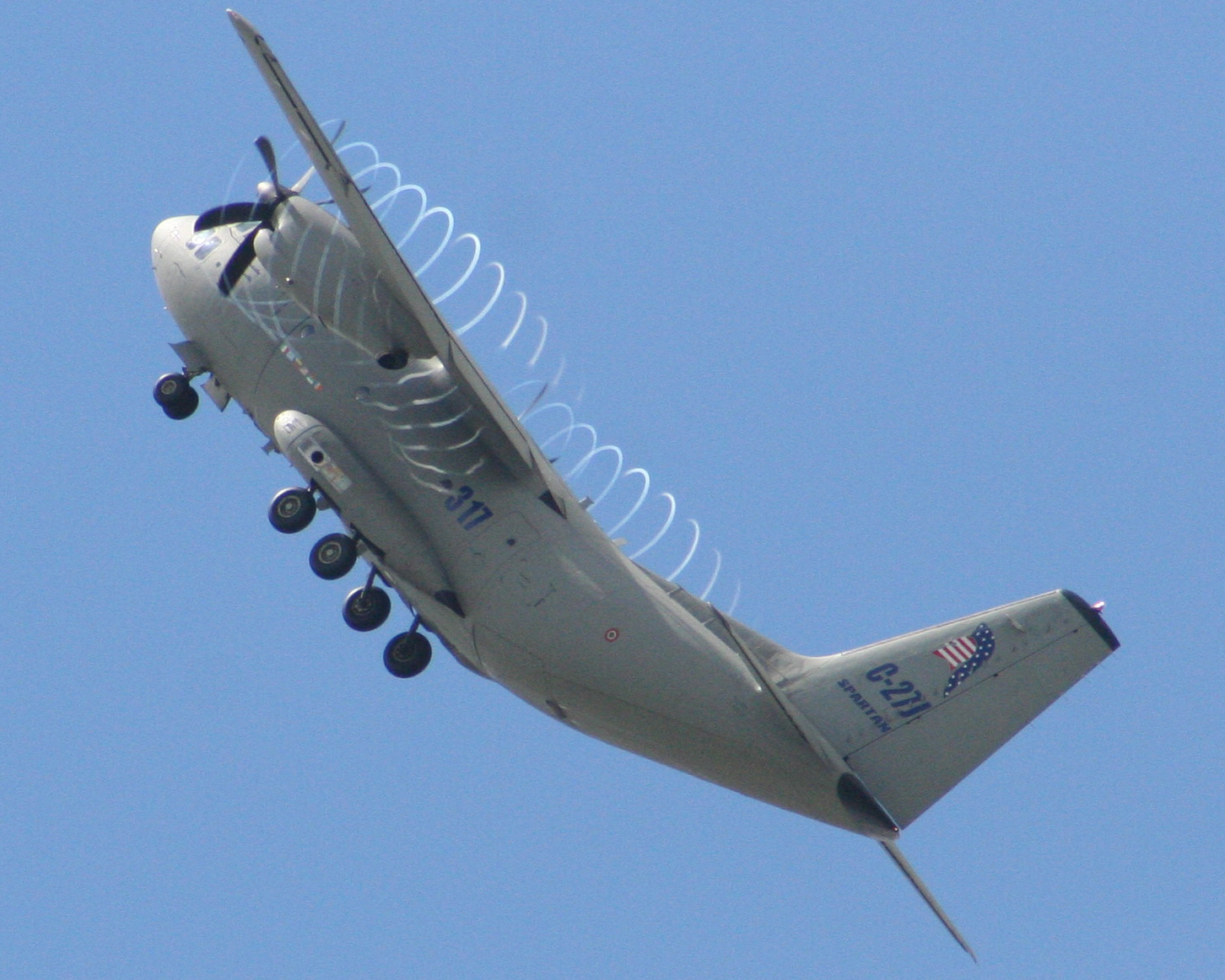
プロペラの翼端による凝結を渦状に生じさせながら飛行するC-27スパルタン。C-27JのエンジンはMV-22と同一であるが、そのディスク・ローディングはMV-22よりも大きい。

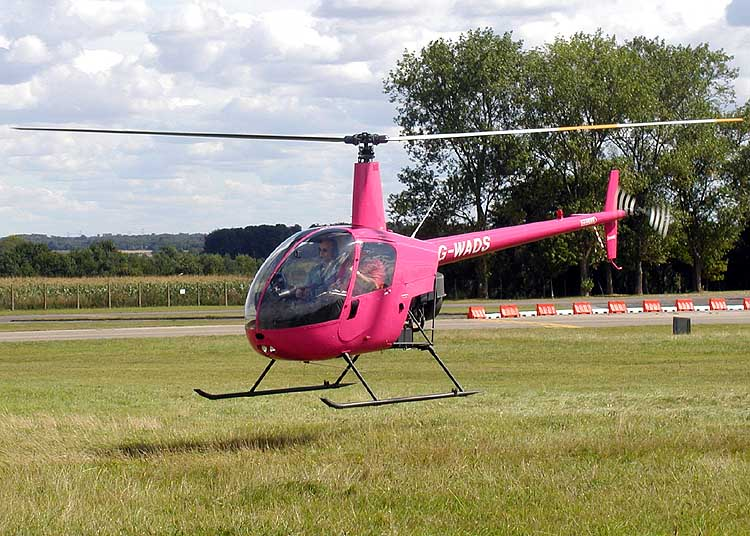
このロビンソンR22のようなレシプロ・エンジンの汎用軽ヘリコプターは、ディスク・ローディングが比較的小さい。

流体力学におけるディスク・ローディング（回転面荷重）とは、回転推進翼などのアクチュエーター・ディスク（推進円盤）の前後の圧力変化量の平均値である。ヘリコプターのメインローターおよびテールローターなどの比較的ディスク・ローディングが小さい回転推進翼はローターと呼ばれ、ディスク・ローディングが大きい回転推進翼はプロペラと呼ばれる 。V-22オスプレイ・ティルトローター機のディスク・ローディングは、ホバリング・モード時にはヘリコプターよりも大きいが、エアプレーン・モード時にはターボプロップ機よりも小さい。

## ローターの場合
ホバリング中のヘリコプターのディスク・ローディングは、機体重量のメインローターの総ディスク面積に対する比率に等しくなる。この比率は、ローターのブレードによって描かれる円の面積であるローター・ディスク面積でヘリコプターの総重量を除することで得られる。ディスク面積は、1本のロータブレードの翼長（スパン）を円の半径とし、それが1回転する間にブレードが作る面積を求めることによって得られる。ヘリコプターが運動を行うと、ディスク・ローディングには、変化が生じる。また、ローディングが大きければ大きい程、ローター速度を維持するために必要な出力が増加する。ディスク・ローディングが小さいということは、揚力または推力の効率が高いことを示す。
ヘリコプターの重量の増加は、ディスク・ローディングの増加をもたらす。ヘリコプターの重量が等しい場合、ローターが短いほど、ディスク・ローディングが大きくなり、ホバリングに必要なエンジン出力が大きくなる。回転翼機においては、ディスク・ローディングが小さいほど、オートローテーション性能が高くなる 。一般的に、ヘリコプターよりもディスク・ローディングが小さいオートジャイロ（またはジャイロプレーン）では、オートローテーション時の降下速度がヘリコプターよりも遅くなる。

## プロペラの場合
固定翼機のプロペラのディスク・ローディングは、推力の総ディスク面積に対する比率に等しくなる。ディスク・ローディングが小さいと効率が良くなるため、効率の観点からは、大きなプロペラを用いる方が一般的に望ましい。プロペラの渦状のスリップストリームによりディスク・ローディングが増大すると、最大効率が低下する。二重反転プロペラを使用することにより、この問題を軽減し、比較的ディスク・ローディングが大きい場合においても、高い最大効率を得ることが可能となる。
固定翼機であるエアバスA400Mは、そのプロペラのディスク・ローディングが非常に大きくなっている。

## 関係する理論
「モーメンタム（運動量）理論」や「ディスク・アクチュエーター理論」は、ウィリアム・ランキン（1865）、アルフレッド・ジョージ・グリーンヒル（1888）およびロバート・エドモンド・フルード（1889）により確立された、理想的なアクチェーター・ディスクの数理モデルを説明した理論である。これらの理論において、ヘリコプターのローターは、無数のブレードで形成された薄い円盤としてモデル化され、回転軸方向に円盤領域の前後で一定の圧力上昇が発生するものとされる。ホバリング中のヘリコプターにおいては、垂直方向に生じる空気力学的な力が、ヘリコプターの重量と釣り合う。この時、横方向の力は生じていない。
ヘリコプターの上方への作用は、ローターを通過する空気の下方向への反作用をもたらす。下方向への反作用は、空気に下方向の速度を生じさせ、その運動エネルギーを増加させる。このローターから空気へのエネルギーの転換が回転翼機の誘導（出力）損失であり、それは固定翼機の（揚力）誘導抗力と類似している。
運動量保存の法則により、遠方後流における下方向の誘導速度は、単位質量流量当たりのローター推力と等しい。エネルギー保存の法則では、これらの要素に加えてローター・ディスクにおける誘導速度も考慮される。質量保存の法則により、質量流量は、誘導速度と比例する。ヘリコプターに適用されるモーメンタム（運動量）理論は、誘導（出力）損失とローター推力の間の相関関係を表すものであり、航空機の性能を分析するために用いられる。なお、空気の粘性および圧縮率、摩擦損失ならびにそれらによって生じるスリップストリームの回転は、ここでは考慮されない。

### モーメンタム（運動量）理論
アクチェーター・ディスクの面積が {\displaystyle A} 、ローター・ディスクにおける均一な誘導速度が {\displaystyle v} 、空気密度が {\displaystyle \rho } の場合、ディスクを通過する質量流量 {\displaystyle {\dot {m}}} は、次の式で求められる。
{\displaystyle {\dot {m}}=\rho \,A\,v}
質量保存の法則により、ディスクの上流と下流のスリップストリームの質量流量は（速度に関係なく）一定である。また、水平ホバリングするヘリコプターから遠方上流の空気は静止しているため、開始時の速度、運動量およびエネルギーはゼロである。ディスクの遠方下流の均質なスリップストリームの速度が {\displaystyle w} 、開始速度がゼロだと仮定すると、運動量保存の法則により、ディスクの前後で生じる総推力 {\displaystyle T} は、運動量の変化の比率に等しくなる。
{\displaystyle T={\dot {m}}\,w}
一方、エネルギー保存の法則により、ローターの仕事量は、スリップストリームによるエネルギーの変化量と等しくなる。
{\displaystyle T\,v={\tfrac {1}{2}}\,{\dot {m}}\,{w^{2}}}
{\displaystyle T} を代入し、共通する項を消去すると、次の式が得られる。
{\displaystyle v={\tfrac {1}{2}}\,w}
このことから、遠方下流における下方速度は、ディスクにおける速度の2倍になるという、揚力線理論により求められる固定翼の楕円荷重と同じ結果が得られる。

### ベルヌーイの定理
ベルヌーイの定理を用いてディスク・ローディングを計算するため、スリップストリームの遠方下流における圧力が開始圧力 {\displaystyle p_{0}} に等しいと仮定する。この値は大気圧と等しいとする。この場合、開始点からディスクまでについては、次の式が成り立つ。
{\displaystyle p_{0}=\,p_{1}+\ {\tfrac {1}{2}}\,\rho \,v^{2}}
一方、ディスクから遠方下流までの間においては、次の式が成り立つ。
{\displaystyle p_{2}+\ {\tfrac {1}{2}}\,\rho \,v^{2}=\,p_{0}+\ {\tfrac {1}{2}}\,\rho \,w^{2}}
2つの方程式を組み合わせると、ディスク・ローディング {\displaystyle T/\,A} は、次のように求められる。
{\displaystyle {\frac {T}{A}}=p_{2}-\,p_{1}={\tfrac {1}{2}}\,\rho \,w^{2}}
さらに、遠方下流における全圧は、次のとおり求められる。
{\displaystyle p_{0}+{\tfrac {1}{2}}\,\rho \,w^{2}=\,p_{0}+{\frac {T}{A}}}
このため、ディスク前後での圧力の変化量は、ディスク・ローディングに等しくなる。ディスク上方での圧力の変化量は、次のように求められる。
{\displaystyle p_{0}-{\tfrac {1}{2}}\,\rho \,v^{2}=\,p_{0}-\,{\tfrac {1}{4}}{\frac {T}{A}}}
ディスク下方での圧力の変化量は、次のように求められる。
{\displaystyle p_{0}+{\tfrac {3}{2}}\,\rho \,v^{2}=\,p_{0}+\,{\tfrac {3}{4}}{\frac {T}{A}}}
つまり、スリップストリームに沿った圧力は、ディスクを通過する際に急激に上昇することを除けば、下流に行くにしたがって低下することとなる。

### 必要馬力
モーメンタム（運動量）理論により、推力は、次のとおり求められる。
{\displaystyle T={\dot {m}}\,w={\dot {m}}\,(2v)=2\rho \,A\,v^{2}}
誘導速度は、次のとおり求められる。
{\displaystyle v={\sqrt {{\frac {T}{A}}\cdot {\frac {1}{2\rho }}}}}
すでに述べたとおり {\displaystyle T/A} はディスク・ローディングに等しいため、（理想大気状態で）ホバリングに必要な出力 {\displaystyle P} は、次のとおり求められる。
{\displaystyle P=Tv=T{\sqrt {{\frac {T}{A}}\cdot {\frac {1}{2\rho }}}}}
ゆえに、誘導速度は、次のように表すことができる。
{\displaystyle v={\frac {P}{T}}=\left[{\frac {T}{P}}\right]^{-1}}
このため、誘導速度は、馬力荷重 {\displaystyle T/P}に反比例する。

## 実例

各種垂直離着陸機におけるディスク・ローディングとホバリング効率の相関関係

| 機種              | 区分                           | 最大全備重量           | 総ディスク面積       | 最大ディスク・ローディング  |
| ----------------- | ------------------------------ | ---------------------- | -------------------- | --------------------------- |
| ロビンソン R22    | 汎用軽ヘリコプター             | 1,370 lb (635 kg)      | 497 ft² (46.2 m²)    | 2.6 lb/ft² (14 kg/m²)       |
| ベル 206B3        | 汎用ターボシャフトヘリコプター | 3,200 lb (1,451 kg)    | 872 ft² (81.1 m²)    | 3.7 lb/ft² (18 kg/m²)       |
| CH-47D チヌーク   | タンデムローターヘリコプター   | 50,000 lb (22,680 kg)  | 5,655 ft² (526 m²)   | 8.8 lb/ft² (43 kg/m²)       |
| ミル Mi-26        | 大型輸送ヘリコプター           | 123,500 lb (56,000 kg) | 8,495 ft² (789 m²)   | 14.5 lb/ft² (71 kg/m²)      |
| CH-53E            | 大型輸送ヘリコプター           | 73,500 lb (33,300 kg)  | 4,900 ft² (460 m²)   | 15 lb/ft² (72 kg/m²)        |
| MV-22B オスプレイ | ティルトローター V/STOL機      | 60,500 lb (27,400 kg)  | 2,268 ft² (211.4 m²) | 26.68 lb/ft² (129.63 kg/m²) |